# Wasilij Czorny
Wasilij Iljicz Czorny (ros. Василий Ильич Чёрный, ur. 19 sierpnia 1913 we wsi Aktaczi w guberni taurydzkiej, zm. 16 grudnia 1996 w Tambowie) – radziecki polityk.

## Życiorys
W 1932 skończył technikum i został agronomem stanicy maszynowo-traktorowej, potem kierował wydziałem stanicy w Krymskiej ASRR, 1935-1937 odbywał służbę w Armii Czerwonej, a 1937-1939 kierował wydziałem rejonowego komitetu Komsomołu. Od 1939 członek WKP(b), 1939-1941 główny agronom rejonowego oddziału rolnego w Krymskiej ASRR, jednocześnie II sekretarz rejonowego komitetu WKP(b) w Krymskiej ASRR, 1941-1942 komisarz oddziału partyzanckiego w Krymskiej ASRR, 1942-1943 szef wydziału politycznego i dyrektor stanicy maszynowo-traktorowej w Kirgiskiej ASRR. Od 1944 sekretarz komitetu rejonowego i kierownik wydziału Krymskiego Komitetu Obwodowego WKP(b), potem do 1950 słuchacz Wyższej Szkoły Partyjnej przy KC WKP(b), 1950-1954 funkcjonariusz WKP(b)/KPZR, 1954-1955 I zastępca przewodniczącego Rady Ministrów Północnoosetyjskiej ASRR. 1955-1960 II sekretarz Północnoosetyjskiego Komitetu Obwodowego KPZR, 1960-1961 pracownik KC KPZR, 1961-1962 przewodniczący Komitetu Wykonawczego Tambowskiej Rady Obwodowej, od grudnia 1962 do grudnia 1964 przewodniczący Komitetu Wykonawczego Tambowskiej Wiejskiej Rady Obwodowej. Od grudnia 1964 do lutego 1966 ponownie przewodniczący Komitetu Wykonawczego Tambowskiej Rady Obwodowej, od lutego 1966 do 11 marca 1978 I sekretarz Komitetu Obwodowego KPZR w Tambowie, od 8 kwietnia 1966 do 30 marca 1971 członek Centralnej Komisji Rewizyjnej KPZR, od 9 kwietnia 1971 do 24 lutego 1976 zastępca członka, a od 5 marca 1976 do 23 lutego 1981 członek KC KPZR. Od marca 1978 na emeryturze. Deputowany do Rady Najwyższej ZSRR 7 kadencji.

## Odznaczenia
- Order Lenina (dwukrotnie – 1971 i 1973)
- Order Rewolucji Październikowej (1973)
- Order Czerwonego Sztandaru Pracy (dwukrotnie – 1963 i 1966)
- Order Wojny Ojczyźnianej II klasy (1985)
- Order Czerwonej Gwiazdy (1942)

I medale.